# 1328 Devota
1328 Devota eller 1925 UA är en asteroid i huvudbältet, som upptäcktes 21 oktober 1925 av den rysk franske astronomen Beniamin Zjechovskij i Alger. Den är uppkallad efter Fortunato Devoto.
Asteroiden har en diameter på ungefär 53 kilometer och den tillhör asteroidgruppen Cybele.